# Ішхой-Юрт
Ішхой-Юрт (рос. Ишхой-Юрт) — село у Гудермеському районі Чечні Російської Федерації.
Населення становить 4327 осіб (2019). Входить до складу муніципального утворення Ішхой-Юртовське сільське поселення.

## Історія
Згідно із законом від 27 лютого 2009 року органом місцевого самоврядування є Ішхой-Юртовське сільське поселення.

## Населення
| 1990  | 2002  | 2010  | 2012  | 2013  | 2014  | 2015  |
| ----- | ----- | ----- | ----- | ----- | ----- | ----- |
| 2344  | ↗3044 | ↗3800 | ↗3947 | ↗4007 | ↗4065 | ↗4107 |
| 2016  | 2017  | 2018  | 2019  |       |       |       |
| ↗4157 | ↗4246 | ↗4278 | ↗4327 |       |       |       |